# Stiptopodius singularis
Stiptopodius singularis là một loài bọ cánh cứng trong họ Bọ hung (Scarabaeidae).